# پله اکلند
پله اکلند (انگلیسی: Pelle Eklund؛ زادهٔ ۲۲ مارس ۱۹۶۳) بازیکن هاکی روی یخ اهل سوئد است.
از باشگاه‌هایی که در آن بازی کرده‌است می‌توان به فیلادلفیا فلایرز اشاره کرد.